# 586 Thekla
586 Thekla
586 Thekla là một tiểu hành tinh ở vành đai chính. Nó được Max Wolf phát hiện ngày 21.2.1906 ở Heidelberg và được đặt theo tên thánh nữ Thecla ở thế kỷ 1 sau Công nguyên